# 隠居
隠居（いんきょ）は、従来就いていた官職や家業などから離れて生活を送ることを指す。隠退（いんたい）ともいう。
中国や日本には隠遁思想（隠逸思想）がみられるものの、両者には異質な点があり、中国の『後漢書』「逸民列伝」などにみられる隠遁は仕官の場あるいは官僚の世界を離れることを意味した。日本では『懐風藻』などに中国風の隠逸思想がみられるが、その隠逸思想は未だ観念的なものだったと指摘されている。日本で中世的な遁世思想が成立するのは平安末期以降のことで、末法思想、出家思想、貴族社会の没落などを背景に生じており宗教的な動機が大きく関与している。なお、官僚制との関係では、日本の上代の律令の注釈書である『令義解』には、「凡ソ官人、年七十以上ニシテ致仕スルコトヲ聴セ」とあり、官人が致仕を望める年齢は70歳以上と規定されていた。
本項では日本や北欧などにみられる社会制度としての隠居について述べる。

## 日本の隠居
民俗学上の隠居の概念は生活単位として隠居を捉える立場と生前相続として隠居を捉える立場に分けられる。
日本の民法上の制度としての隠居は、戸主が生前に家督を相続人へ譲ることを指し、日本国憲法の施行に伴う民法の応急的措置に関する法律（昭和22年法律第74号）により、日本国憲法の施行（1947年5月3日）と同時に、戸主制の廃止と共に隠居の制度は廃止された（#民法上の隠居）。

### 民俗学上の隠居

#### 生活単位としての隠居
民俗学の立場から隠居の研究を行った最初は大間知篤三の1938年（昭和13年）の論文「"隠居"に就いて」とされている。大間知は、隠居について家族の内部にありながら戸主とは別の世帯を構成して、別居、別食、別財のうち、少なくともこれらの条件の一つを備えている場合と概念化した。大間知による隠居概念は社会人類学者の蒲生正男や村武精一に継承された。ただし、大間知は家族内部に形成される生活単位に「世帯」を用いたが、世帯（household）は一般的に家計を共にする同居集団を意味していて家族とは別の原理に基づく集団を意味する以上、家族内部に「世帯」が形成されるというのは概念的に矛盾しているという批判がある。また、大間知が1958年の論文「家族」において「ひとつの屋敷内」を含めて隠居を定義している点については、母屋と隠居屋の関係は必ずしも同一屋敷内で展開されるとは限らないと指摘されている。さらに大間知が1959年の論文「白河市周辺の家族慣行」で別居、別食、別財のうち、少なくともこれらの条件の一つを備えている場合とした点についても、この規定だと別居していなくても食事や財産が別であれば隠居に含まれることになるはずであるが、大間知がしばしば隠居を「夫婦別別居制」と表現していることと矛盾していると指摘されている。

#### 生前相続としての隠居
民俗学者の竹内利美や竹田旦、法社会学者の武井正臣らは、隠居慣行について生活上の分離よりも生前における家長の財産や地位の相続継承に力点を置いて定義を行った。農家や商家の隠居は、子が一人前となるなどの条件が整い、家業を相続することによって可能となった。
竹内利美は隠居について被相続人本位の隠居と相続人本位の隠居に分けて考察を行った。竹内は日本の家族を同質的単一的に理解しようとしたのに対し、大間知は日本の家族を異質的多元的に理解しようとしたとされ、両者の隠居論は著しく異なっている。
竹田旦は隠居研究の大家として知られており、1964年（昭和39年）に『民俗慣行としての隠居の研究』を刊行した。竹田は柳田国男の大家族論に即した隠居研究を展開し、相続制度の視点に立ちつつ、同居隠居、別居隠居、分住隠居の三類型に分割し、さらにこれらを細かく分類して隠居の研究を行った。
隠居形態を同居隠居、別居隠居（単独別居・家族別居・隠居分家）、分住隠居に大別する分類は以下のように類型化する。
- 同居隠居 - 隠居者が相続人と同じ家屋に住む形態。
- 別居隠居 - 隠居者が相続人と別の家屋に住む形態。
  - 単独別居 - 隠居により親夫婦が別居する形態[5]。
  - 家族別居 - 隠居者が次男以下を連れて別居する形態[5]。
  - 隠居分家 - 次男以下を連れて別居した後、次男以下が独立するごとに隠居屋をその者に譲って自身は再度隠居する形態[5]。
- 分住隠居 - 隠居により父親が本家に、母親が分家に住む形態[5]。

武井正臣は隠居制度を相続制度の一部とし、別居隠居制と隠居分家制を非「家」的家族に特徴的な隠居形態、同居隠居制と無隠居制を「家」的家族に特徴的な隠居形態であるとして対比して考察を行った。また、武井は隠居を相続制度として概念化しつつ、家長の生前交替である東北型隠居と「家」の分裂を生じる西南型隠居の二類型に分けて地域的に異質な隠居の形態を研究した。
隠居を相続制度と考える立場では、同居するか別居するか分家するかは単に変数として捉えられており、隠居を家族内部の複世帯制に限定する立場と対立する。
隠居慣行で子どもが順次独立する場合、子が外で独立して最後は両親だけで隠居生活を送る親残留（嗣子別居）型と、親が次子以下を連れてもとの家を離れ新しい家を形成していく親別居（隠居分家）型がある。民俗学上の隠居概念を生前相続として捉える立場でもこれらを含めて類型化しているが、嗣子別居では第一段階として相続者が別居するときには未だ相続は行われておらず、隠居分家でも親が子女を伴って新たに分家の代表者となり引退しないため、隠居を生前相続とするならばこれらは概念的には隠居ではないことになり定義に限界があるとの指摘がある。
なお、竹田旦は隠居慣行と日本の建築技術との関連性を指摘したが、隠居慣行が単に家屋の構造上の問題から発生したとする点には批判がある。

### 民法上の隠居
民法上の隠居は、1890年（明治23年）に公布された旧民法（民法財産取得編人事編（明治23年法律第98号）。施行されずに廃止された。）にも見られる。その後、1898年（明治31年）に公布・施行された民法第四編第五編（明治31年法律第9号）により制度化され、1947年（昭和22年）に改正されるまで続けられた。
改正前の民法では、家族の統率・監督を行うための権限である戸主権を戸主に与え、戸主たる地位を家督と言った。家督を家督相続人に承継させる制度が家督相続であって、隠居は家督相続の開始原因の一つである。隠居者自身（または法定代理人）による隠居の意思表示に基づき、隠居者と家督相続人が共同で届出を行うことにより、戸主の生前に家督相続が開始する。
改正前民法では普通隠居ができる条件として
1. （年齢）満六十年以上なること（752条）
2. 完全の能力を有する家督相続人が相続の単純承認を為すこと（752条）

を挙げていた。
また特別隠居ができる条件としては
1. 戸主が疾病により家政を執ることができない場合（753条）
2. 本家を家督相続するため、現在の家の戸主を務めることができなくなる場合（754条）
3. 女戸主である（755条）

がある。その場合、あらかじめ推定家督相続人を定め、その承認と裁判所の許可を得たうえで隠居が可能となる。
754条によって本家を相続する場合を除き、隠居すると戸主は戸主権を失い、新戸主の戸主権に服することとなる。

### 明治以降の隠居の実例
明治改元以降、一世一元の制が確立し、天皇が崩御するまではその元号が用いられ、天皇の交代は先代の崩御に伴う践祚のみによるものとされた。しかし2019年に当時の天皇明仁の叡慮を受けた特例法が施行され、憲政史上初の譲位が実現した。
華族の場合には、戸主を家督相続人に譲り、爵位を継がせて隠居することが可能であった（ただし1907年の華族令改正までは原則禁じられていた）。高橋是清は第二次護憲運動に際して衆議院議員選挙に出馬した際、子爵の身分では衆議院議員に立候補できないため、息子に家督を譲って自身は有爵者でなくなるという形をとり、隠居制度をいわば逆用した。
寺の住職も隠居する場合があり、宗派によって多少異なるが、その場合は後任の住職をつける場合と、住職のまま隠居して副住職をつけ、副住職に寺務を代行させる場合がある。日蓮正宗総本山・大石寺の法主は隠居する場合、原則として後継者を定めて猊座を譲り、隠居することになっている。隠居しても、当代の法主が出張で不在の場合や体調不良などで代理で法要の導師を務めたり、本尊を書写したりする場合もある。
相撲部屋においても、師匠が定年前に後継者に部屋を譲る例は多く、この場合年寄名跡を交換して後継者が名乗っていた名跡を名乗って定年まで務める例（出羽海部屋は佐田の山から鷲羽山への継承の時に、出羽海と境川の名跡を交換した）と名跡交換を行わず部屋の名前を変更する例（三重ノ海は武蔵川部屋を武双山に譲ったとき、名跡はそのまま維持したので、部屋の名称が藤島部屋に変わった。後に三重ノ海の弟子である武蔵丸が武蔵川部屋を再興）がある。師匠の急死で後継者を巡ってお家騒動になった例（朝日山部屋など）は多く、それを回避するのと後継者に経験を積ませる上で定年前に相撲部屋を譲る方式は有効である。
伝統芸能の世界では、芸名を名乗ることが基本であるため、隠居に伴い弟子や子供などに自身の名前を授け、自らは隠居名を新たに名乗るという形がとられる。この場合、自身の隠居名への改名より、名を受け継ぐ弟子や子供の襲名の場として興行が執り行われることが多い。また、隠居名は前名を基本に「～翁」と名乗るケースが多い（例：市川猿之助→市川猿翁、笑福亭松鶴→笑福亭松翁など）。

## 北欧の隠居
北欧の国々にも隠居慣行や隠居契約がみられる。
デンマークなどでは直系家族世帯を形成しない世帯構造がみられる。デンマークでは農民は子の正式な結婚は親の隠居後に土地を相続してからとされていたが、隠居は夫婦のどちらかの死亡を契機としていたため直系家族世帯を形成しないとされた。
ノルウェー、スウェーデン、フィンランドなどでも、隠居の慣行は一般的であるが、親の隠居前の子の結婚や親夫婦での隠居がみられ、直系家族世帯が存在する。ただし、南スウェーデンには隠居した親夫婦が別世帯を形成するため直系家族世帯とならない地域もある。
北欧では19世紀になって直系家族世帯の減少と単純家族世帯の増加がみられるようになったが、その要因として、乳幼児死亡率の低下による子どもの増加、婚姻率の上昇、隠居世帯の分離、土地の単独相続の希薄化、小作の増加などが挙げられている。また19世紀には兄弟間の土地の争いを避け、土地の売却を防ぐために隠居契約が急増した。